# Savi Gabizon
Pour les articles homonymes, voir Gabizon.
Savi Gabizon, né le 23 juillet 1960 en Israël, est un réalisateur, scénariste et producteur de cinéma israélien, également professeur au département du film de l'université de Tel Aviv.

## Filmographie partielle
- 1990 : Shuroo
- 1995 : Lovesick on Nana Street (Hole Ahava B'Shikun Gimel)
- 2003 : Nina's Tragedies (Ha-Asonot Shel Nina)
- 2008 : Lost and Found ('[Avedot Vemetziot, série télévisée)
- 2017 : Longing (Ga'agua געגוע)
- 2024 : Longing

## Récompenses et distinctions
- 1990 : Ophir du meilleur réalisateur pour Shuroo